# Beringshavkulturen
Beringshavkulturen växte fram under århundradena närmast före Kristi födelse på båda sidor om Berings sund och befolkade Tjuktjerhalvöns kust så långt västerut som till Björnöarna i norr.
Den gamla beringshavskulturen i Alaska, på S:t Lawrenceön och i nordöstra Sibirien är den äldsta specifikt eskimåiska grupp som hittills har identifierats. Av kol 14-dateringar att döma tycks denna kultur gå tillbaka till de sista förkristna århundradena. Människorna här hade anpassat sig till kustmiljön och bodde i halvt underjordiska hus, som var rektangulära och nåddes genom en smal gång, en hustyp som kan spåras tillbaka till Sibiriens yngre paleolitikum. De tillverkade sina viktigaste redskap av huggen sten och slipad skiffer och hade kokkärl och lampor av keramik. Det förefaller som om olika regionala kulturer så småningom växte fram ur denna ursprungskultur, till exempel punukkulturen på S:t Lawrenceön och birnikkulturen på Point Barrow och Alaskas ishavskust.